# Butte Haut de la Cour
La butte Haut de la Cour est un site médiéval classé du village de Mellier dans la commune de Léglise en province de Luxembourg (Belgique).

## Localisation
La butte occupe le sommet d'une colline schisteuse boisée de l'Ardenne d'une superficie d'environ 2 ha surplombant les vallées de la Mellier et du ruisseau de Botémont. Le lieu culmine à une altitude de 409 mètres. Cette colline domine le village de Mellier situé du sud à l'est et est entourée par la rue des Orlais (où se trouve l'église Saints-Pierre-et-Paul aussi classée), l'impasse des Tanneurs et la ligne de chemin de fer Namur-Arlon.

## Découverte du site
Des fouilles archéologiques entreprises dans les années 1980 à une soixantaine de mètres à l’ouest de l’église Saints-Pierre-et-Paul ont permis de localiser une motte castrale et la base d’une tour carrée médiévale au sommet de la colline. Sous la base de cette tour, des fondations sans doute carolingiennes ont été mises à jour (voir ci-dessous).

## Historique
L'ancienne tour carrée de Haut de la Cour a probablement été érigée dans le courant du XIe siècle au-dessus de fondations d’un édifice beaucoup plus ancien, peut-être une villa ou un palais carolingien dont il est fait mention en 763 sous le règne de Pépin le Bref qui s'en servait ainsi que sa cour comme résidence de chasse en Ardenne. Il n'est pas impossible d'envisager que la toponymie du lieu pourrait avoir un rapport avec cette cour carolingienne.
Cette tour quadrangulaire sans doute assez élevée était dressée au sommet d’une motte castrale constituée par un tertre composé d'un amas de schiste et de terre. La tour aurait eu des côtés extérieurs d'au moins 18 m et une épaisseur à la base de 2,73 m. La butte est encore haute de 3,7 m pour un diamètre, à la base, de 37,2 m. Cet ensemble fortifié était vraisemblablement ceinturé à sa base d’un rempart en pieux de bois protégeant une basse-cour, d'un fossé et dominait la vallée.
Ce petit complexe castral fut abandonné au fil du temps ou perdit sa fonction défensive, peut-être aux environs de l'an 1200 lorsque la seigneurie de Mellier fut réunie au domaine de Longlier donnant naissance de la seigneurie (ou prévôté) de Neufchâteau.
Toutefois, au début du XIVe siècle, on y décrivait encore : "une forte
maison dedans Ie fort du chasteau de Mallier, avec granges, estables, et bouverie et
fourny et aussi courtillages et Ie tout dedans Ie dit fort..". À quelques
mètres au nord de la butte, s'élevait jadis une chapelle consacrée à saint Pierre, citée en 1304 et démolie en 1842 au moment de la construction de l'église actuelle, en contrebas du site.

## Classement
L'ensemble formé par l'église Saints-Pierre-et-Paul, le cimetière et la butte dite "Haut de la Cour" est repris depuis le 26 février 1981 sur la liste du patrimoine immobilier classé de Léglise.

## Visite
Le site boisé se visite librement.